# Vân Nham, Quý Dương
Vân Nham (chữ Hán giản thể: 云岩区, bính âm: Yúnyán Qū âm Hán Việt: Vân Nham khu) là một quận thuộc địa cấp thị Quý Dương, tỉnh Quý Châu, Cộng hòa Nhân dân Trung Hoa. Quận này có diện tích 67,5 kilômét vuông, dân số năm 2002 là 546.800 người. Có 7,97 vạn người thuộc các dân tộc thiểu số, trong đó đáng kể nhất là người Miêu. Dân số phi nông nghiệp là 51,44 vạn người. Về mặt hành chính, quận Vân Nham được chia thành 15 nhai đạo, 1 trấn. Tổng cộng có 119 ủy ban dân cư xã khu và 13 ủy ban thôn.